# Convolvulus georgicus
Convolvulus georgicus är en vindeväxtart som beskrevs av Sa'ad. Convolvulus georgicus ingår i släktet vindor, och familjen vindeväxter. Inga underarter finns listade i Catalogue of Life.